# Бендковиці (Нижньосілезьке воєводство)
Бендковиці (пол. Będkowice, нім. Bankwitz) — село в Польщі, у гміні Собутка Вроцлавського повіту Нижньосілезького воєводства.
Населення — 199 осіб (2011).

## Демографія
Демографічна структура станом на 31 березня 2011 року:
|          | Загалом | Допрацездатний вік | Працездатний вік | Постпрацездатний вік |
| -------- | ------- | ------------------ | ---------------- | -------------------- |
| Чоловіки | 96      | 13                 | 77               | 6                    |
| Жінки    | 103     | 19                 | 65               | 19                   |
| Разом    | 199     | 32                 | 142              | 25                   |